# 도봉도서관
도봉도서관은 서울특별시 도봉구 쌍문동 소재의 도서관이다.

## 연혁
- 2011.10.19 전국도서관 운영평가 문화체육관광부장관상 수상
- 2009.09.01 서울특별시교육청 학부모교육원 지정
- 2009.04.30 숭의여자대학과 산학협력기관 협정 체결
- 2009.01.28 도봉도서관 문화쉽터 개실
- 2008.10.31 한국점자도서관과 상호교류협약 체결
- 2008.10.29 노원정보도서관과 협약 체결
- 2008.07.11 덕성여자대학교 도서관과 상호교류협약 체결
- 2008.02.20 평생학습관지정
- 2007.08.29 도봉갤러리 개실
- 2002.11.01 디지털자료실 개실
- 2002.09.01 간행물실 종합자료실로 이전
- 1999.07.15 관리과,자료봉사과 2과로 조직개편
- 1985.11.06 신축이전 개관
- 1981.12.01 도봉도서관 개관

## 시설현황
- 4층: 제2열람실(164석), 시청각실, 서고
- 3층: 디지털자료실, 회의실, 제1열람실(164석)
- 2층: 종합자료실, 간행물실
- 1층: 어린이실, 문화교실, 용역실, 안내실, 관장실, 행정지원과 및 정보자료과 사무실
- 지하1층: 문화쉼터, 보일러실

## 이용 안내
2013년 말부터 종전의 3층, 4층 성별분리사용제 대신 성별 관련없이 제2열람실부터 사용인원을 채워 다 차면 제1열람실을 개방하는 방식으로 변경하였다.
휴관일
- 정기휴관일: 매월 둘째, 넷째 수요일 법정 공휴일(국경일 등 관공서의 휴무일)
- 임시휴관일: 도서관 사정으로 휴관 일을 공고한 경우